# Câinenii Mari
Câinenii Mari – wieś w Rumunii, w okręgu Vâlcea, w gminie Câineni. W 2011 roku liczyła 692 mieszkańców.